# Chrysidinae
Sous-famille
Chrysidinae est une sous-famille d'hyménoptères de la famille des Chrysididae. Elle regroupe environ 50 genres, regroupés en quatre tribus :
- Allocoeliini
  - Allocoelia Mocsáry, 1889
- Chrysidini
  - Allochrysis Semenov
  - Argochrysis Kimsey
  - Brugmoia Radoszkowski, 1877
  - Caenochrysis Kimsey et Bohart, 1990
  - Ceratochrysis Cooper
  - Chrysidea Bischoff, 1913
  -  Chrysis Linnaeus, 1758
  - Chrysura Dahlbom, 1845
  - Chrysurissa Bohart
  - Exochrysis Bohart, 1966
  - Gaullea Buysson, 1910
  - Ipsiura Linsenmaier, 1959
  - Neochrysis Linsenmaier, 1959
  - Odontochrydium Brauns
  - Pentachrysis Lichtenstein, 1876
  - Pleurochrysis Bohart, 1966
  - Praestochrysis Linsenmaier, 1959
  - Primeuchroeus Linsenmaier
  - Pseudospinolia Linsenmaier, 1951
  - Spinolia Dahlbom, 1854
  - Spintharina Semenov, 1892
  - Spintharosoma Zimmermann
  - Stilbichrysis Bischoff
  - Stilbum Spinola, 1806
  - Trichrysis Lichtenstein, 1876
- Elampini
  - Adelopyga Kimsey
  - Elampus Spinola, 1806
  - Exallopyga French, 1985
  - Haba Semenov
  - Hedychreides Bohart
  - Hedychridium Abeille, 1878
  - Hedychrum Latreille, 1802
  - Holophris Mocsáry, 1890
  - Holopyga Dahlbom, 1845
  - Microchridium Bohart
  - Minymischa Kimsey
  - Muesebeckidium Krombein, 1969
  - Omalus Panzer, 1801
  - Parachrum Kimsey, 1988
  - Philoctetes Abeille, 1879
  - Prochridium Linsenmaier
  - Pseudolopyga Krombein
  - Pseudomalus Ashmead, 1902
  - Xerochrum Bohart
- Parnopini
  - Cephaloparnops Bischoff
  - Isadelphia Semenov
  - Parnopes Latreille, 1796